# Óblasts del Imperio ruso
Las óblasts o provincias eran las unidades administrativas básicas del Imperio ruso y formaban partes de gobernaciones generales o krais. La mayoría de las óblast existentes en ese momento se localizaban en la periferia del país (por ejemplo las óblast de Kars o de Transcaspia) o cubrían las áreas donde habitaban los cosacos.

## Lista
- Óblast de Akmolinsk (1868-1920)
- Óblast de Amur (1858-1922)
- Óblast de Arcángel (1780-1784)
- Óblast de Armenia (1828-1840)
- Óblast de Astracán (1785-1790)

Gobernaciones y provincias de Rusia en 1897.

Óblasts en el Asia Central rusa:
Óblast de Akmolinsk
Óblast de Ferganá
Óblast de Sir Daria
Óblast de Samarcanda
Óblast de Semipalatinsk
Óblast de Semirechye
Óblast de Transcaspia
Óblast de Turgay
Óblast de Uralsk
Emirato de Bujará
Kanato de Jiva

- Óblast de Batumi (1878-1883, 1903-1921)
- Óblast de Belostok (1808-1842)
- Óblast de Besarabia (1818-1873)
- Óblast del Caspio (1840-1846)
- Óblast del Cáucaso (1785-1790, 1822-1847)
- Óblast de Daguestán (1860-1921)
- Óblast de Ekaterimburgo (1780-1796)
- Óblast de Ferganá (1876-1927)
- Óblast de Imeretia (1811-1840)
- Óblast de Irkutsk (1783-1796)
- Óblast de Kamchatka (1803-1822, 1909-1921)
- Óblast de Kamenetz (1793-1795)
- Óblast de Kars (1877-1921)
- Óblast de Kostromá (1778-1796)
- Óblast de Kubán (1860-1918)
- Óblast de Kwantung (1899-1905)
- Óblast de Nérchinsk (1783-1796)
- Óblast de Nóvgorod (1776-1796)
- Óblast de Ojotsk (1783-1796)
- Óblast de Omsk (1822-1838)
- Óblast de Olónets (1776-1784)
- Óblast de Oremburgo (1782-1796)
- Óblast de Perm (1780-1796)
- Óblast de Primorie (1856-1922)
- Óblast de Sajalín (1909-1920)
- Óblast de Samarcanda (1887 -1926)
- Óblast de San Petersburgo (1781-1784)
- Óblast de Semipalatinsk (1854-1920)
- Óblast de Semirechye (1867-1922)
- Óblast de Siberia kirguisa (1854-1868)
- Óblast de Sir Daria (1867-1928)
- Óblast de Táurida (1784-1796)
- Óblast de Tarnopol (1810-1815)
- Óblast de Tersk (1860-1921)
- Óblast de Tobolsk (1782-1796)
- Óblast de Tomsk (1782-1796)
- Óblast de Transbaikalia (1851-1922)
- Óblast de Transcaspia (1881-1921)
- Óblast de Turgay (1868-1920)
- Óblast del Turquestán (1865-1867)
- Óblast de Ufá (1782-1796)
- Óblast de Úglich (1777-1796)
- Óblast de Unzha (1778-1796)
- Óblast de Uralsk (1868-1920)
- Óblast del Voisko del Don (1870-1918)
- Óblast de Veliki Ústiug (1780-1796)
- Óblast de Vólogda (1780-1796)
- Óblast de Yakutsk (1783-1796, 1805-1920)
- Óblast de Yaroslavl (1777-1796)